# Коридор Тин Бингха

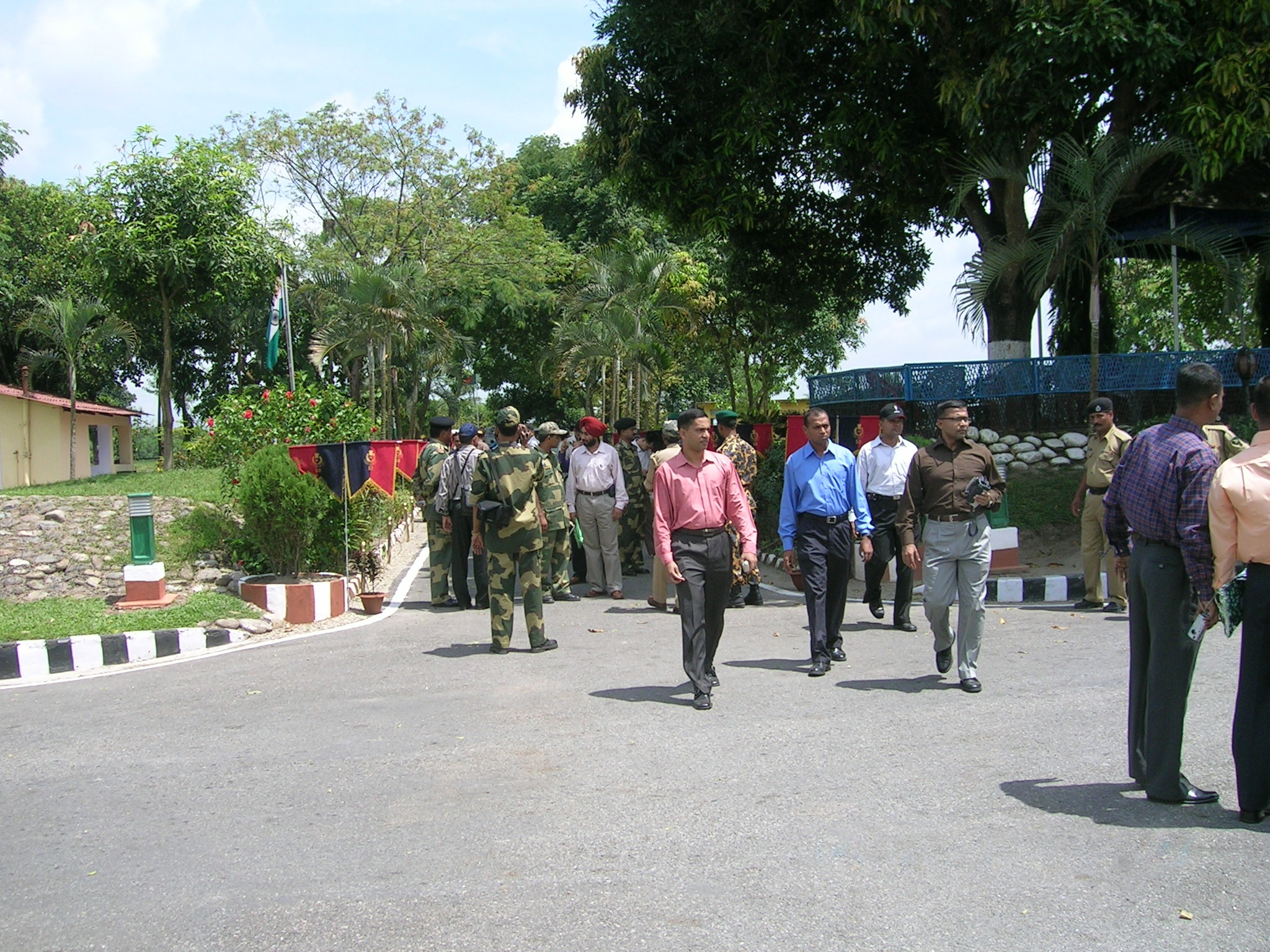
Коридор Тин Бингха в 2006 году

Коридор Тин Бингха (бенг. তিনবিঘা করিডর) — участок индийской территории, переданный Индией на неопределённый срок в пользование Бангладеш для обеспечения наземного сообщения между основной территорией Бангладеш и анклавом Дахаграм-Ангарпота.
Когда в 1947 году были образованы независимые Индия и Пакистан, Бенгалия была разделена по религиозному признаку, в результате чего образовалось множество анклавов. Дахаграм-Ангарпота оказался крупнейшим анклавом Пакистана (впоследствии — Бангладеш), лежащим внутри индийской территории. Во время переговоров о решении проблем, связанных с анклавами, было предложено организовать сообщение жителей анклава Дахаграм-Ангарпота с основной территорией Бангладеш через узкую полоску индийской территории, которая отделяет восточную оконечность анклава от Бангладеш — коридор Тин Бингха. Однако это предложение привело к протестам со стороны населения индийской деревни Мекхлингандж, примыкающей к анклаву, ибо в случае передачи Тин Бингха Бангладеш получалось, что в анклав превращается уже участок индийской территории, окружённый Бангладеш, Дахаграм-Ангарпота, Тин Бингха и рекой Тиста. Тем не менее 26 июня 1992 года коридор Тин Бингха был формально передан в пользование Бангладеш. Этот участок остается у неё на неопределенный срок.